# Čavoj
Čavoj (bis 1927 slowakisch „Čávoj“; deutsch Sauershau, ungarisch Csavajó – bis 1900 Csávoj) ist eine Gemeinde in der West-Mitte der Slowakei mit 497 Einwohnern (Stand 31. Dezember 2024), die zum Okres Prievidza, einem Teil des Trenčiansky kraj, gehört.

## Geographie

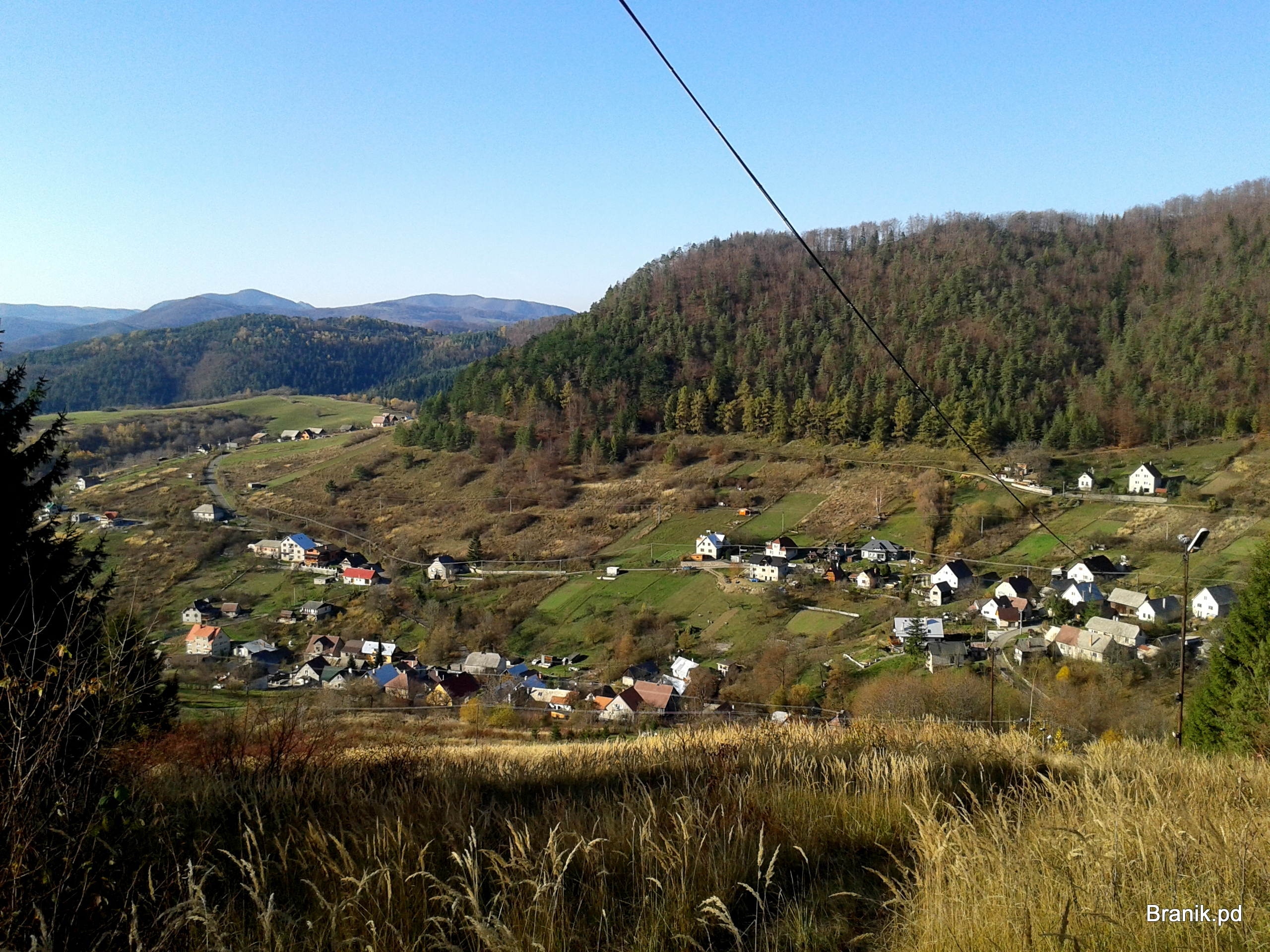
Teilansicht des Ortes

Die Gemeinde befindet sich im Gebirge Strážovské vrchy im Einzugsgebiet der Nitrica. Das Ortszentrum liegt auf einer Höhe von 534 m n.m. und ist 30 Kilometer von Prievidza entfernt.
Nachbargemeinden sind Valaská Belá im Norden, Nitrianske Pravno und Chvojnica im Osten, Nevidzany und Temeš im Süden und erneut Valaská Belá im Westen.

## Geschichte

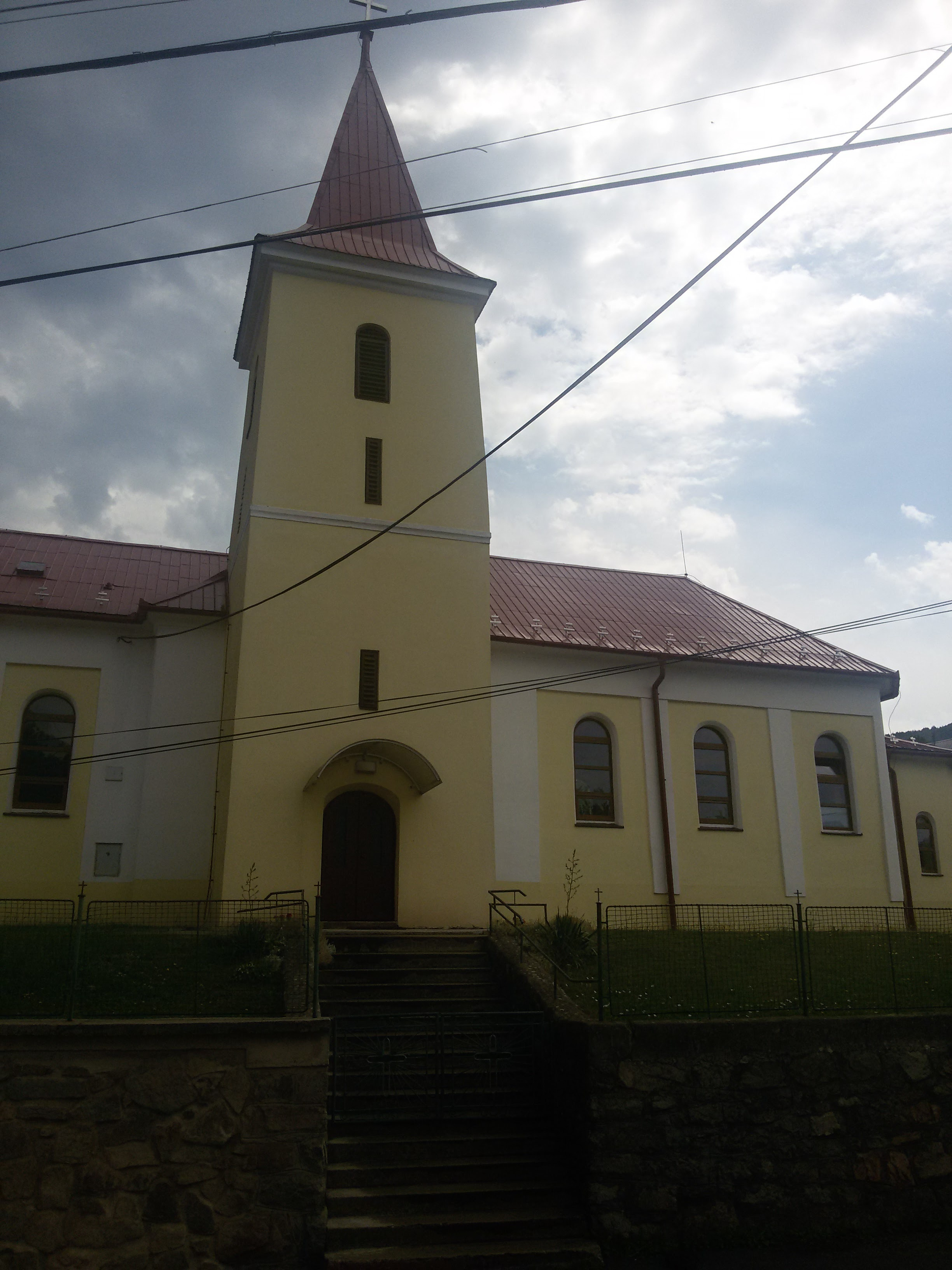
Dorfkirche

Čavoj wurde zum ersten Mal 1364 als Chawoy schriftlich erwähnt und war damals Besitz des Geschlechts Bossányi. Wegen des hier stattfindenden Goldbergbaus war der Ort und die Bergwerke immer wieder Gegenstand von Rechtsstreiten zwischen verschiedenen Gutsherren. Der Goldbergbau dauerte bis zum 17. Jahrhundert. Als das Geschlecht Rudnay um die Mitte des 17. Jahrhunderts den Ort beherrschte, versuchte man, Blei zu fördern, allerdings mit mäßigen Ergebnissen. Ab dem 18. Jahrhundert gab es nur vereinzelte Versuche, den Bergbau wieder zu betreiben. Die letzten Gutsbesitzer stammten aus dem Geschlecht Hellenbach. 1828 zählte man 110 Häuser und 772 Einwohner, die zu dieser Zeit unter anderem als Glasmacher, Korbmacher und Weber beschäftigt waren.
Bis 1918 gehörte der im Komitat Neutra liegende Ort zum Königreich Ungarn und kam danach zur Tschechoslowakei beziehungsweise heute Slowakei.

## Bevölkerung
| Jahr                | 1994 | 2004     | 2014     | 2024    |
| ------------------- | ---- | -------- | -------- | ------- |
| Anzahl der Personen | 696  | 577      | 506      | 497     |
| Unterschied         |      | −17,09 % | −12,30 % | −1,77 % |

| Jahr                | 2023 | 2024    |
| ------------------- | ---- | ------- |
| Anzahl der Personen | 502  | 497     |
| Unterschied         |      | −0,99 % |

Nach der Volkszählung 2011 wohnten in Čavoj 528 Einwohner, davon 507 Slowaken und ein Tscheche. 20 Einwohner machten keine Angabe zur Ethnie.
471 Einwohner bekannten sich zur römisch-katholischen Kirche und jeweils ein Einwohner zur griechisch-katholischen Kirche und zur neuapostolischen Kirche. 27 Einwohner waren konfessionslos und bei 28 Einwohnern wurde die Konfession nicht ermittelt.

## Bauwerke
- römisch-katholische Kirche aus dem Jahr 1611